# سیارک ۷۴۷۰
سیارک ۷۴۷۰ (به انگلیسی: 7470 Jabberwock، نامگذاری:1991JA) هفت هزار و چهارصد و هفتادمین سیارک کشف شده‌است که در ۲ مه ۱۹۹۱ کشف شد.
قدر مطلق سیارک برابر ۱۳٫۹۰ است.